# Stara Pasłęka
Stara Pasłęka [ˈstara paˈswɛnka] (tiếng Đức: Alt Passarge)  là một ngôi làng thuộc khu hành chính của Gmina Braniewo, thuộc huyện Braniewski, Warmińsko-Mazurskie, ở phía bắc Ba Lan, gần biên giới với tỉnh Kaliningrad của Nga. Nó nằm khoảng 7 kilômét (4 mi) về phía tây bắc của Braniewo và 87 km (54 mi) phía tây bắc của thủ đô khu vực Olsztyn.
Ngôi làng có dân số 26 người.